# گمینا کوشچیژنا
گمینا کوشچیژنا (به لهستانی:  Gmina Kościerzyna) یک گمینا در لهستان است که در شهرستان کوشچژنا واقع شده‌است. گمینا کوشچیژنا ۳۱۰٫۱۵ کیلومتر مربع مساحت و ۱۳٬۲۹۵ نفر جمعیت دارد.